# USS Charleston (C-2)
Pour les autres navires du même nom, voir USS Charleston.
Le second USS Charleston (C-2) était un croiseur protégé de l’US Navy. Il fut construit sur les chantiers de l'Union Iron Works de San Francisco (États-Unis) dans les années 1880. Il fut le second croiseur à avoir une immatriculation de coque, lancé le 19 juillet 1888 sous le parrainage d’A.S. Smith.

## Conception
Manquant d'expérience dans la construction de croiseurs en acier, la conception en a été confiée à la société britannique Armstrong Whitworth de Newcastle upon Tyne, mais la construction a été effectuée par un chantier naval américain.

## Histoire

### Pacifique(1890-1896)
L'USS Charleston a quitté Mare Island Naval Shipyard en baie de San Francisco le 10 avril 1890 pour rejoindre l'escadre du Pacifique en tant que navire amiral. Il transporta la dépouille du roi du royaume d'Hawaï David Kalakaua d'Honolulu à San Francisco. Entre le 8 mai et 4 juin 1891, il a pris part à la recherche du vapeur chilien Itata qui avait fui San Diego, en violation des lois américaines sur la neutralité pendant la Guerre civile chilienne de 1891. Entre le 19 août et le 31 décembre 1891, Le Charleston croisa en Extrême-Orient en tant que navire amiral de l'escadre d'Asie. Puis il rejoint l'escadre du Pacifique en 1892 en faisant escale dans un certain nombre de ports d'Amérique du Sud.

Le Charleston est arrivé à Hampton Roads en Virginie, le 23 février 1893. De là, il a participé avec les autres navires américains et étrangers à la revue navale internationale de New York le 26 avril 1893 faisant partie de l'Exposition universelle de 1893 de Chicago. Il eut à son bord le président des États-Unis Grover Cleveland pour cette occasion.
Durant l'été 1893, le Charleston part en patrouille sur la côte orientale de l'Amérique du Sud pour protéger les intérêts américains au cours de la révolution brésilienne. Après une escale à Montevideo, en Uruguay, il rentre à San Francisco le 8 juillet 1894 pour se préparer à un retour en stationnement en Asie jusqu'au 6 juin 1896. Il appareille de Yokohama pour San Francisco où il est mis en réserve dès le 27 juillet 1896.

### Guerre hispano-américaine(1898-1899)
Dès le déclenchement de la guerre américano-espagnole, le Charleston est vite remis en service dès le 5 mai 1898. Seize jours plus tard, il part pour Honolulu, où il est rejoint par trois paquebots affrétés comme transporteur de troupes, dont le City of Peking (en).
Le Charleston est envoyé à l'île de Guam pour y hisser le drapeau américain sur Guam, alors possession espagnole. Au lever du jour du 20 juin, le convoi arrivé au large de l'extrémité nord de Guam. Il va patrouiller au port d'Hagåtña puis à Apra Harbor. Il tire un coup de semonce vers le fort de Santa Cruz. Presque aussitôt, un bateau chargé de membres des autorités espagnoles vient pour s'excuser de n'avoir plus de poudre à canon pour retourner le salut supposé. Ils apprennent stupéfaits de l'état de guerre actuel, et que les navires américains sont venus pour investir l'île. Le lendemain, la reddition de l'île est reçue par une compagnie de débarquement envoyé à terre du Charleston. Le gouverneur espagnol et la garnison de l'île de 69 soldats sont faits prisonniers.
Le Charleston rejoint alors la flotte de l'amiral George Dewey dans la baie de Manille. le 30 juin 1898 pour renforcer la flotte du blocus de la bataille de la baie de Manille du mois précédent. 
Le Charleston participe au bombardement final du 13 août qui a entraîné la reddition de la ville de Manille. Il restera aux Philippines de 1898 et 1899, bombardant les positions des insurgés et débarquant les troupes à terre, jusqu'à la dernière expédition navale pour capturer Subic Bay en septembre 1899.

### Perte en 1899
L'USS Charleston s'est échoué sur un récif au nord l'île de Luçon, le 2 novembre 1899. Trop endommagé pour être renfloué, il a été abandonné par son équipage, qui a établi son campement sur une île voisine. Le 12 novembre, la canonnière USS Helena (PG-9) est arrivé pour sauver les naufragés.

## Sources
- (en)  Cet article contient du texte publié par le Dictionary of American Naval Fighting Ships dont le contenu se trouve dans le domaine public. La référence peut être lue ici.

- (en) Cet article est partiellement ou en totalité issu de l’article de Wikipédia en anglais intitulé « USS Charleston (C-2) » (voir la liste des auteurs).